# Drosophila nigrospiracula
Drosophila nigrospiracula är en tvåvingeart som beskrevs av Patterson och Wheeler 1942. Drosophila nigrospiracula ingår i släktet Drosophila och familjen daggflugor.
Artens utbredningsområde är Mexiko och delstaten Arizona i USA.